# Kopf eines Faustkämpfers (NAMA 6439)

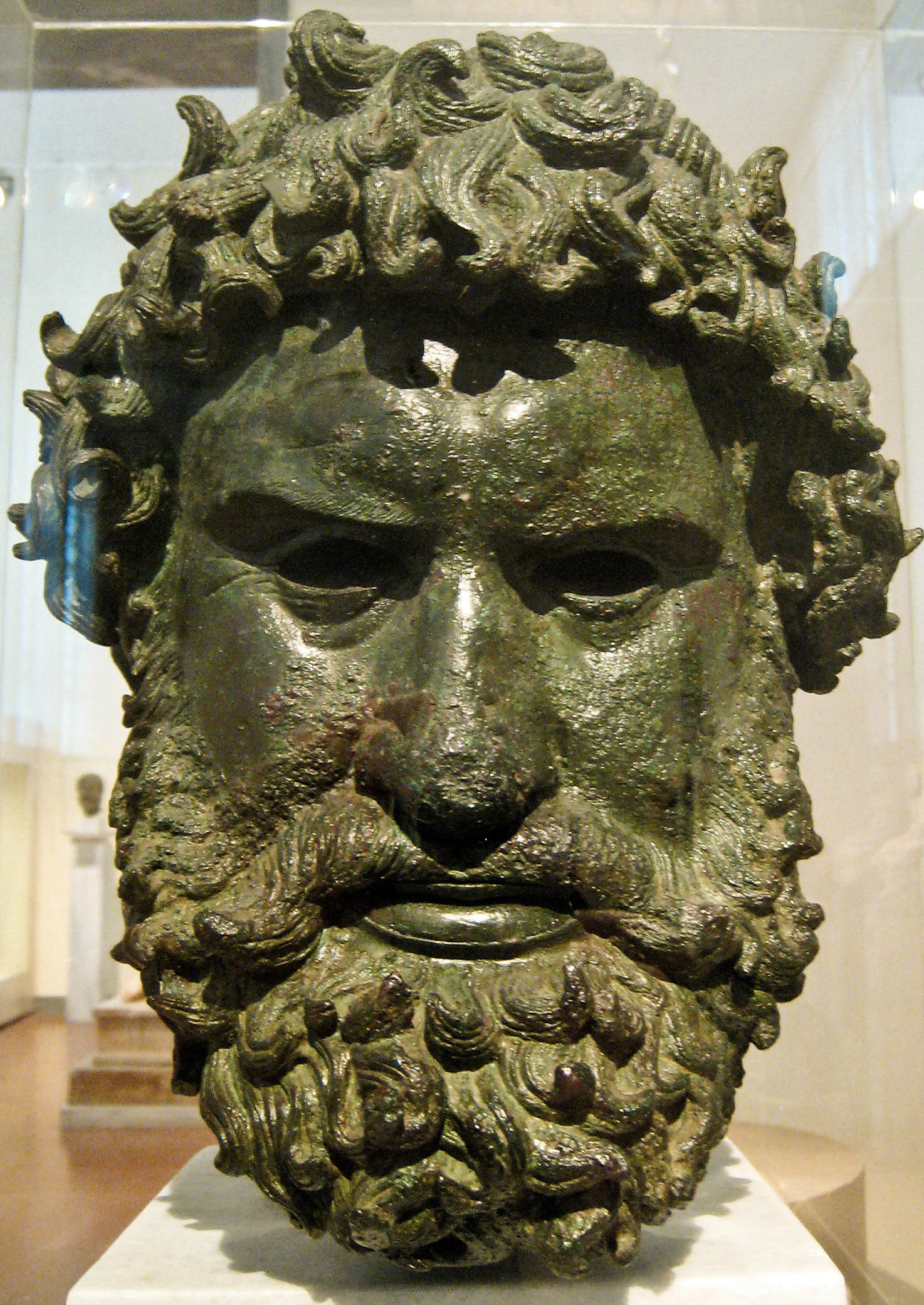
Kopf eines Faustkämpfers

Der Kopf eines Faustkämpfers ist der Rest einer klassischen Siegerstatue, die um 330 v. Chr. datiert wird. Sie wurde 1880 bei Ausgrabungen unter Leitung von Ernst Curtius in Olympia gefunden und befindet sich unter der Inventarnummer 6439 im Archäologischen Nationalmuseum Athen (NAMA).
Der Bronzekopf wurde nördlich des Prytaneions zwischen zwei Steinquadern gefunden, der Körper der Statue ist nicht erhalten. Im Gegensatz zu den meisten anderen Funden von Bronzeköpfen wurde er nicht von der Statue abgeschlagen, sondern mit mehreren Schnitten sauber abgetrennt. Aufgrund des Fundorts und der Art der Abtrennung wird angenommen, dass der Kopf bewusst versteckt wurde um ihn dem Zugriff entweder von kunstsammelnden Römern oder späteren Weiterverwertern des Materials zu entziehen. Von den mehreren hundert Siegerstatuen, die sich noch im 2. Jahrhundert zur Zeit des Pausanias in Olympia befunden haben, ist der Bronzekopf das einzige erhaltene Original.
Der Kopf ist 31 cm hoch und damit lebensgroß. Gegossen wurde er in zwei Teilen, die später zusammengesetzt wurden. Im Inneren des Kopfes ist die Naht gut zu sehen, nach außen ist sie nahezu unsichtbar. Ursprünglich befand sich ein Siegeskranz auf dem Kopf, von dem nur noch zwei Blätter erhalten sind, das auf dem Kopf sitzende Reisig weist jedoch zahlreiche Stiftlöcher aus, sodass auf einen dicht belaubten Kranz geschlossen werden kann. Unterhalb des Kranzes befinden sich dichte, wirr erscheinende Locken, die entgegen dem ersten Eindruck nach einem an Polyklet erinnernden Schema zur Darstellung von Haaren geordnet sind. Insgesamt sind die Haare einschließlich der Barthaare wie florale Ornamente angeordnet. Das von Haaren umschlossene Gesicht ist kräftig und breit, bis auf Details wie die leicht schiefe Nase ist es symmetrisch gestaltet und die Formen sind präzise ausgearbeitet. Die Augen waren eingesetzt und sind nicht mehr erhalten, da sie verhältnismäßig klein und tief gelegen sind, werden sie einen intensiven Eindruck auf die Betrachter gemacht haben. Die Unterlippe ist in Kreisform umrissen, der obere Teil des Mundes wird größtenteils von einem Schnauzbart verdeckt. Die Lippen wurden separat gegossen und in die Figur eingesetzt, durch eine Auflage aus Kupfer waren sie im Vergleich zum Goldton der Bronze rötlich und damit farblich vom Rest des Gesichts abgesetzt. Die eingedrückte Nase und die angequollenen Ohren sind typische Merkmale, durch die der Kopf eindeutig als Teil einer Siegerstatue eines Faustkämpfers identifiziert werden kann. Die leichte Neigung des Kopfes und der nach unten gerichtete Blick lassen annehmen, dass es sich nicht um ein Stand-, sondern um ein Sitzbild gehandelt haben könnte.
Welchem Athleten die Statue gewidmet war, lässt sich ohne die typischerweise auf dem Sockel angebrachte Inschrift nicht feststellen. Pausanias berichtet jedoch von einer Statue des Faustkämpfers Satyros, die vom attischen Bildhauer Silanion geschaffen wurde. Die gängige Datierung des Kopfes und die zeitliche Einordnung bei Pausanias stimmen soweit überein, dass es sich um die Siegerstatue dieses Athleten handeln könnte. Dennoch ist nicht auszuschließen, dass es sich um das Bildnis einen ehemaligen Schwerathleten handelt, der für seine Verdienste als Schiedsrichter oder Heiligtumsfunktionär mit einer Bronzestatue geehrt wurde.